# Laura Ikeji
Laura Ikeji-Kanu  (tên khai sinh Laura Ikeji; ngày 15 tháng 3 năm 1988) là một blogger và doanh nhân thời trang người Nigeria. Cô ấy là người sáng lập của Hey! Laura, một blog giải trí, thời trang và lối sống trực tuyến.

## Cuộc sống cá nhân
Laura kết hôn với Christopher Kanu. Cặp đôi đã có một đám cưới tại tòa vào ngày 19 tháng 1 năm 2017, tại Lagos, Nigeria.
Laura và chồng Christopher Kanu đã có cuộc hôn nhân truyền thống  diễn ra tại quê nhà của cô ở Nkwerre LGA, bang Imo vào ngày 28 tháng 1 năm 2017. Vào tháng 7 năm 2017 Laura & Christopher đã chào đón đứa con đầu lòng của họ cùng nhau, Ryan Kanu  tại Texas, Hoa Kỳ.
Vào ngày 15 tháng 3 năm 2018, Cô đã tổ chức sinh nhật của mình với một chiếc Mercedes-Benz hoàn toàn mới 

### Bìa tạp chí và tính năng
Vào ngày 28 tháng 2 năm 2018, cô được tạp chí The Guardian Life  một công ty con của tờ báo The Guardian đưa tin. Nơi cô ấy đã thảo luận về cuốn sách "Cách kiếm tiền trên Instagram". Vào tháng 6 năm 2018, cô đã được giới thiệu trên Tạp chí Phụ nữ của Today nổi tiếng với tên TW Magazine  cùng với nữ diễn viên Nigeria Omoni Oboli.
Năm 2017, cô đã xuất hiện trên Complete Sports  trong danh sách gồm những người nổi tiếng giải trí liên quan đến những cầu thủ bóng đá trước đây hoặc đang hoạt động.
https://www.bellanaija.com/2017/01/laura-ikeji-and-ogbonna-nwankwo-are-married/

## 2017-nay

### Thỏa thuận chứng thực
Vào tháng 5 năm 2017, thương hiệu tóc Nigeria BK Unique Hair Inc đã ký Laura làm đại sứ thương hiệu  cùng với Rita Dominic. Vào tháng 1 năm 2018, cửa hàng trực tuyến và nhà tài trợ của Big Brother Naija mùa 2 và 3 "Payporte" ký Laura làm đại sứ thương hiệu. Vào tháng 7 năm 2018, nhà Gtex ký Laura làm đại sứ thương hiệu cùng với Mercy Aigbe Gentry 

### Chưa hoàn thiện
Vào ngày 4 tháng 7 năm 2018, ra mắt nước hoa nước hoa của cô chưa hoàn thành  được ghi nhận bán hết trước ngày phát hành sau khi cô công bố doanh số đặt hàng trước.

## Danh hiệu
Hiệp hội Nghị sĩ nữ ECOWAS (ECOFEPA)  vào thứ Hai, ngày 21 tháng 5 năm 2018 tại Abuja, vinh danh Phó Chủ tịch Nigeria, Giáo sư Yemi Osinbajo, ông trùm kinh doanh, Alhaji Aliko Dangote cùng với Davido, Don Jazzy, Laura Ikeji và nhiều hơn nữa.